# Jürgen Büssow
Jürgen Büssow (* 1. April 1946 in Bad Godesberg) ist ein ehemaliger deutscher SPD-Politiker. Von 1995 bis 2010 war er Regierungspräsident des Regierungsbezirks Düsseldorf.

## Leben
Jürgen Büssow wurde am 1. April 1946 in Bad Godesberg geboren. Nach einer Lehre legte er 1963 seine Gesellenprüfung als Orthopädiemechaniker ab. Nach der Bildungsreifeprüfung 1968 begann Büssow ein Studium der Sozialarbeit und der Erziehungswissenschaften, welches er 1974 als Sozialarbeiter und Diplom-Pädagoge abschloss. Während seines Studiums war er Mitglied im Sozialistischen Hochschulbund. 1975 bis 1977 arbeitete er als Studienleiter in einem Institut der Erwachsenenbildung. Von 1977 bis 1981 arbeitete er als Referent bei der Hans-Böckler-Stiftung. Am 24. November 1995 ernannte ihn der nordrhein-westfälische Ministerpräsident Johannes Rau zum Regierungspräsidenten des Regierungsbezirks Düsseldorf. 2005 wurde er in das Ehrenamt des Präsidenten des Bundesverbandes der Deutschen Standesbeamtinnen und Standesbeamten e. V. (BDS) mit Sitz in Bad Salzschlirf (Hessen) gewählt.

## Partei
1964 trat Büssow in die SPD ein, dort gehört er dem Ortsverein Düsseldorf-Oberbilk an. Von 1984 bis 1995 war Büssow Mitglied der Medienkommission bei den Parteivorständen der SPD auf Bundes- und Landesebene und Mitglied im Rundfunkrat des WDR. Von 1991 bis 1995 bekleidete er das Amt des Vorsitzenden der SPD Düsseldorf und war von 1994 bis 1998 Mitglied des SPD-Landesvorstands Nordrhein-Westfalen. 1989, 1994 und 1999 war er Delegierter der 9., 10. und 11. Bundesversammlung.

## Abgeordneter
Dem Landtag von Nordrhein-Westfalen gehörte er vom 28. Mai 1975 bis 24. November 1995 an. Büssows Ambitionen, 2002 für den 15. Deutschen Bundestag zu kandidieren, wurden vom dafür ausgewählten SPD-Unterbezirk, Mülheim an der Ruhr nicht getragen. Bei den Landtagswahlen am 9. Mai 2010 trat Jürgen Büssow als Kandidat für den Wahlkreis Düsseldorf IV (Landtagswahlkreis 43) an, unterlag jedoch gegen Peter Preuß (CDU).

## Mitgliedschaften
Jürgen Büssow ist Mitglied bei Verdi/ÖTV seit 1964 und seit 1974 bei der Arbeiterwohlfahrt (AWO). Zudem ist er seit 2003 Mitglied im Kuratorium des Fraunhofer-Instituts IAIS in St. Augustin und war von 2004 bis 2010 Präsident des Bundesverbandes der Deutschen Standesbeamtinnen und Standesbeamten.

## Regierungspräsident
2010 erntete Jürgen Büssow heftige Kritik, weil er den Wuppertaler Stadtrat für die Pläne und den Mut zur Schließung des Wuppertaler Schauspielhauses lobte und darüber hinaus die Nothaushaltsgemeinden im Regierungsbezirk zu Kooperationen der Kulturinstitute über die Stadtgrenzen hinweg aufforderte, um die Kulturangebote im Kern zu erhalten. Als Beispiel nannte er die langjährige Zusammenarbeit der „Oper am Rhein“ zwischen Düsseldorf und Duisburg. Es folgten Kontroversen u. a. mit Christoph Schlingensief.
2002 forderte Büssow per Sperrungsverfügung mehrere in Nordrhein-Westfalen ansässige Internetprovider auf, bestimmte ausländische Websites mit rechtsextremistischen und nationalsozialistischen Inhalten zu sperren. Dabei berief er sich auf den Mediendienstestaatsvertrag. Der Chaos Computer Club, der FoeBuD und Jörg Tauss verurteilten Büssows Vorgehen scharf. Bei den nordrhein-westfälischen Verwaltungsgerichten und dem OVG Münster setzte sich die Position der Behörde jedoch durch. Unterstützt wurde Büssow u. a. von der Vereinigung Demokratischer Juristinnen und Juristen und von Bundespräsident Johannes Rau.

## Auszeichnungen
- Verdienstorden des Landes Nordrhein-Westfalen (2021)[8]

## Belege
1. ↑  Von der Suppenküche zur sozialen Anwaltschaft | AWO Düsseldorf. Abgerufen am 21. März 2022.
2. ↑  Büssow: Stadtrat zeigt Mut mit geplanter Theaterschließung in Wuppertal. Deutschlandradio vom 12. Januar 2010.
3. ↑  Theater müssen kooperieren. RP-Digital vom 19. Februar 2010.
4. ↑  Der Theaterfresser. Spiegel ONLINE vom 29. März 2010.
5. ↑  Oberverwaltungsgericht bestätigt Website-Sperrungen. Heise online vom 11. Februar 2003.
6. ↑  Stellungnahme zur Sperrung strafbarer volksverhetzender Internet-Angebote. Vereinigung Demokratischer Juristinnen und Juristen e. V. am 28. Februar 2006.
7. ↑  Bundespräsident Johannes Rau unterstützt Einsatz gegen extremistische Internetseiten – Gespräch mit dem Düsseldorfer Regierungspräsidenten Jürgen Büssow (Memento vom 25. Januar 2016 im Internet Archive). Bezirksregierung Düsseldorf am 10. März 2003.
8. ↑  Pressemitteilung der Landesregierung Nordrhein-Westfalen zur Ordensverleihung, 23. August 2022.

| Personendaten    | Personendaten                                       |
| ---------------- | --------------------------------------------------- |
| NAME             | Büssow, Jürgen                                      |
| KURZBESCHREIBUNG | deutscher Politiker (SPD), MdL, Regierungspräsident |
| GEBURTSDATUM     | 1. April 1946                                       |
| GEBURTSORT       | Bad Godesberg                                       |